# Нидервальдкирхен
Нидервальдкирхен (нем. Niederwaldkirchen) — ярмарочная коммуна (нем. Marktgemeinde) в Австрии, в федеральной земле Верхняя Австрия. 
Входит в состав округа Рорбах.  Население составляет 1741 человек (на 31 декабря 2005 года). Занимает площадь 28 км². Официальный код  —  41323.

## Политическая ситуация
Бургомистр коммуны — Франц Хаугенедер (АНП) по результатам выборов 2003 года.
Совет представителей коммуны (нем. Gemeinderat) состоит из 19 мест.
- АНП занимает 12 мест.
- СДПА занимает 7 мест.